# Parastrigea robusta
Parastrigea robusta är en plattmaskart. Parastrigea robusta ingår i släktet Parastrigea och familjen Strigeidae. Inga underarter finns listade i Catalogue of Life.